# Jesse (voornaam)
Jesse is een voornaam, doorgaans gebruikt als jongensnaam, die oorspronkelijk is afgeleid van het Hebreeuwse יִשַׁי Yishay. In die zin betekent Jesse 'gift [van God]'. Jesse komt ook voor als achternaam. De naam komt ook buiten het Nederlands taalgebied voor. Jesse is een gebruikelijke naam in de Anglosaksische wereld en komt tevens voor als Finse voornaam.

## Bekende personen met de voornaam Jesse
- Isaï (ook wel Jesse), persoon uit de Bijbel
- Jesse Bradford, Amerikaans acteur
- Jesse Dingemans, Nederlands moordslachtoffer
- Jesse Eisenberg, Amerikaans acteur
- Jessé de Forest
- Jesse Helms, Amerikaans politicus
- Jesse Hoefnagels, Nederlands influencer
- Jesse Hughes, Amerikaans muzikant
- Jesse Huta Galung, Nederlands tennisser
- Jesse Jackson sr., Amerikaans predikant, politicus en burgerrechtenactivist
- Jesse Jackson Jr., Amerikaans politicus
- Jesse James, Amerikaans crimineel
- Jesse Klaver, Nederlands politicus
- Jesse Donald Knotts (Don Knotts), Amerikaans acteur
- Jesse Lingard, Engels voetballer
- Jesse Mahieu, Nederlands hockeyer
- Jesse L. Martin, Amerikaans acteur
- Jesse McCartney, Amerikaans acteur en zanger
- Jesse Metcalfe, Amerikaans acteur
- Jesse Michaels, Amerikaans tekstschrijver en gitarist
- Jesse van Muylwijck, Nederlands striptekenaar en beeldend kunstenaar
- Jesse Owens, Amerikaans atleet
- Jesse Plemons, Amerikaans acteur
- Jesse van Ruller, Nederlands jazzgitarist, componist en docent
- Jesse Schotman, Nederlands voetballer
- Jesse Spencer, Australisch acteur
- Jesse Sprikkelman, Nederlands producent
- Jesse Tobias, Amerikaans gitarist
- Jesse Tyler Ferguson, Amerikaans acteur
- Jesse Ventura, Amerikaans politicus